# Landgoed Zelle
Landgoed Zelle is een landgoed tussen de dorpen Ruurlo en Hengelo in de Nederlandse provincie Gelderland. Het landgoed van ongeveer 350 hectare bestaat uit een buitenplaats, het Huis ’t Zelle met bijgebouwen, historische boerderijen, bos en landbouwgrond. Het historische hart van het landgoed is in 2005 aangewezen als complex historische buitenplaats en geniet sindsdien de status van rijksmonument.

## Geschiedenis
De naam Zelle zou afgeleid kunnen zijn het Oudgermaanse "sala" (verwant aan het Nederlands zaal), dat verwijst naar een gebouw, woning, zaalgebouw, nederzetting of beschutting. Het toponiem -sel of selle komt ook voor in de nabijgelegen plaatsen Zelhem en Varssel.
Het “Goet te Zelle” wordt reeds in 1326 vermeld als Gelders leen. De bezitter ervan was Pelgrim van Selle. In de eeuwen hierna zijn er verschillende eigenaren en wordt het landgoed gesplitst in een Groot Zelle en een Klein Zelle. In 1669 verwerft Engelbert Tilman Grothe het Groot Zelle, en twee jaar later ook het Klein Zelle. De familie Grothe ontwikkelt het Zelle tot een samenhangend landgoed. Het landgoed komt in 1838 in het bezit van de familie Van Dorth tot Medler.

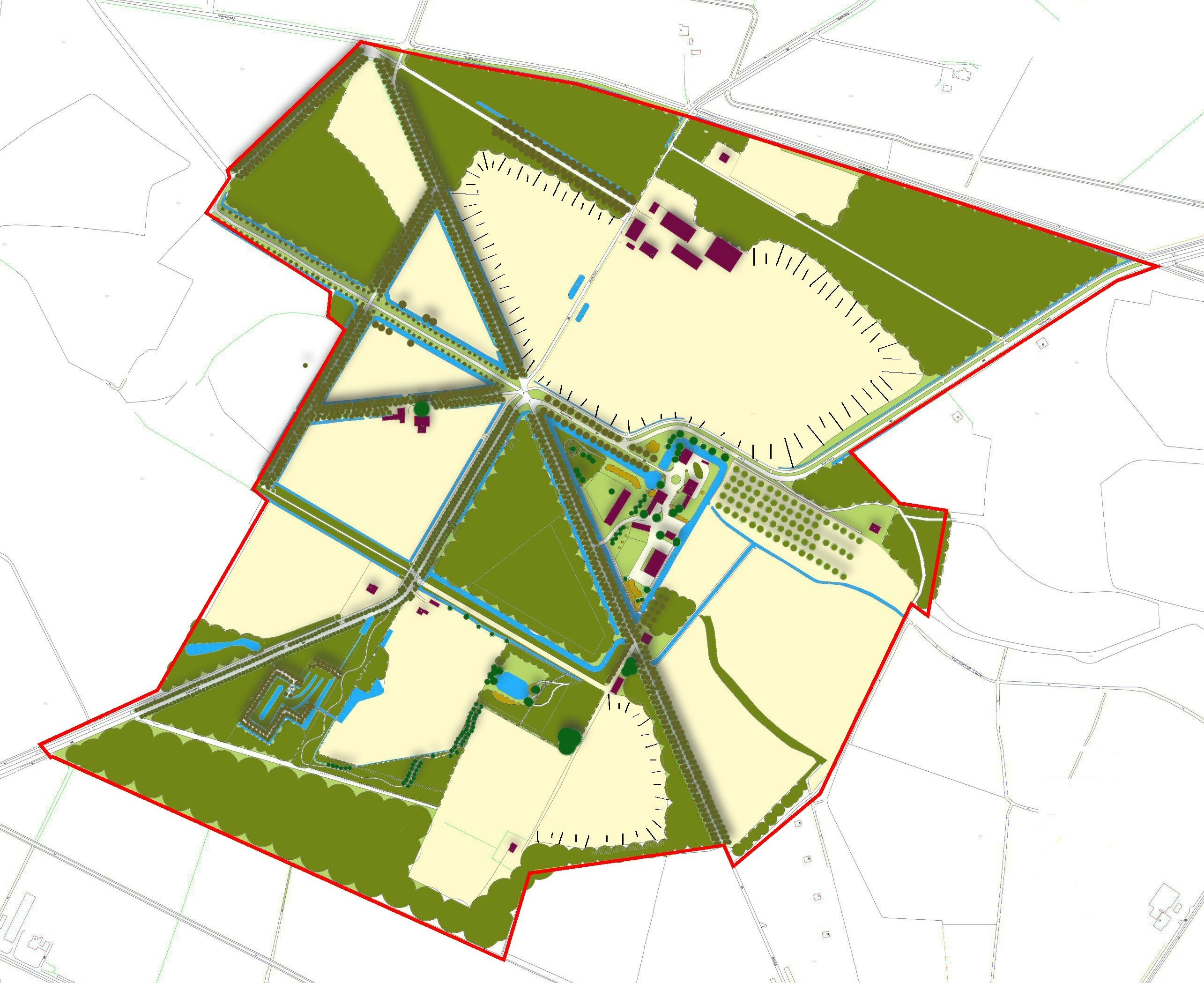
Complex historische buitenplaats
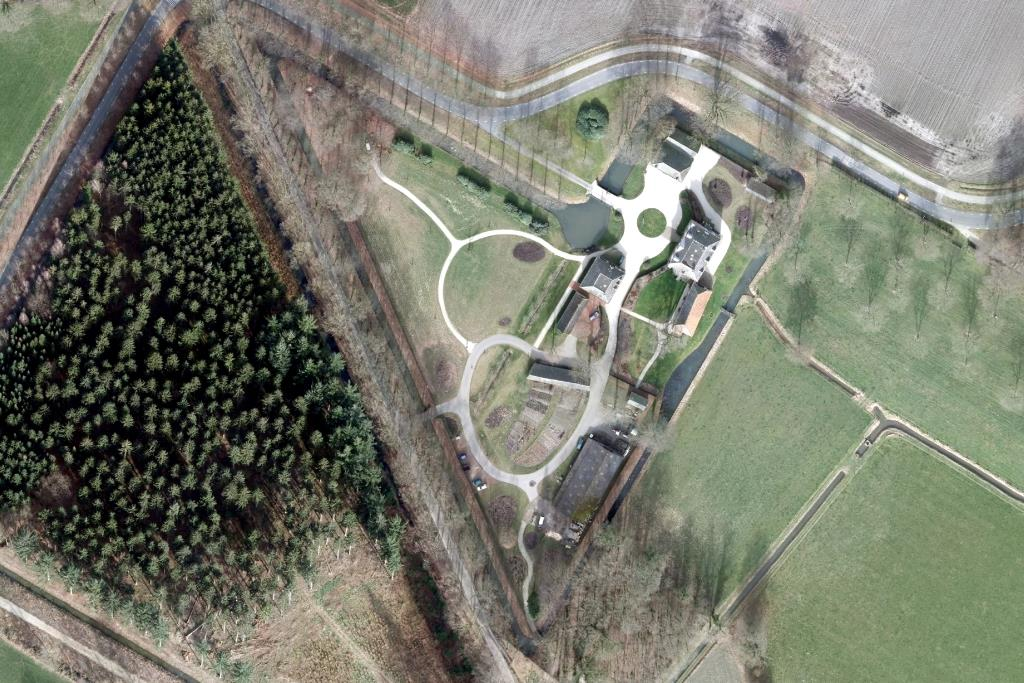
Luchtfoto buitenplaats 2014
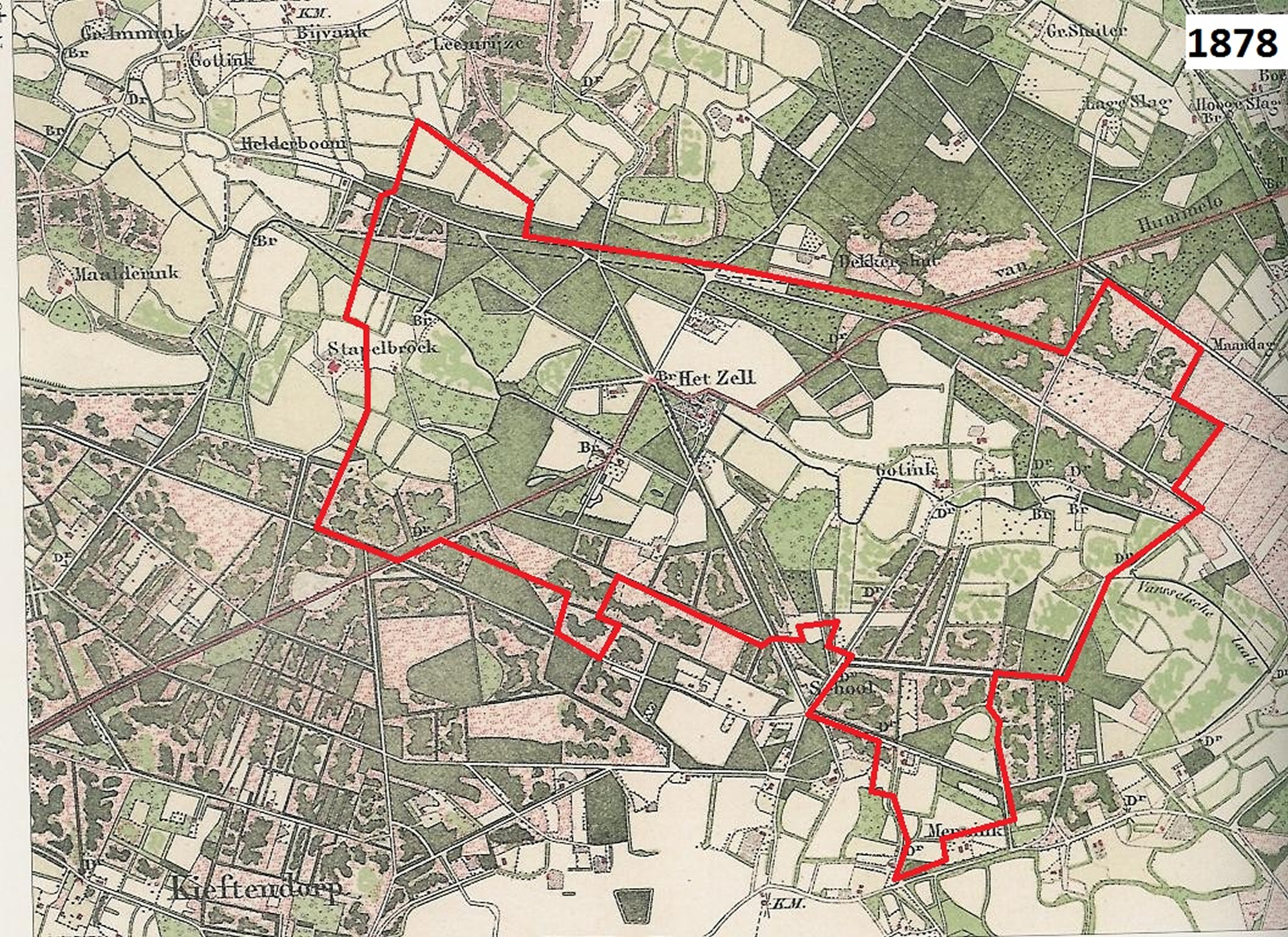
Kaart van het landgoed anno 1878
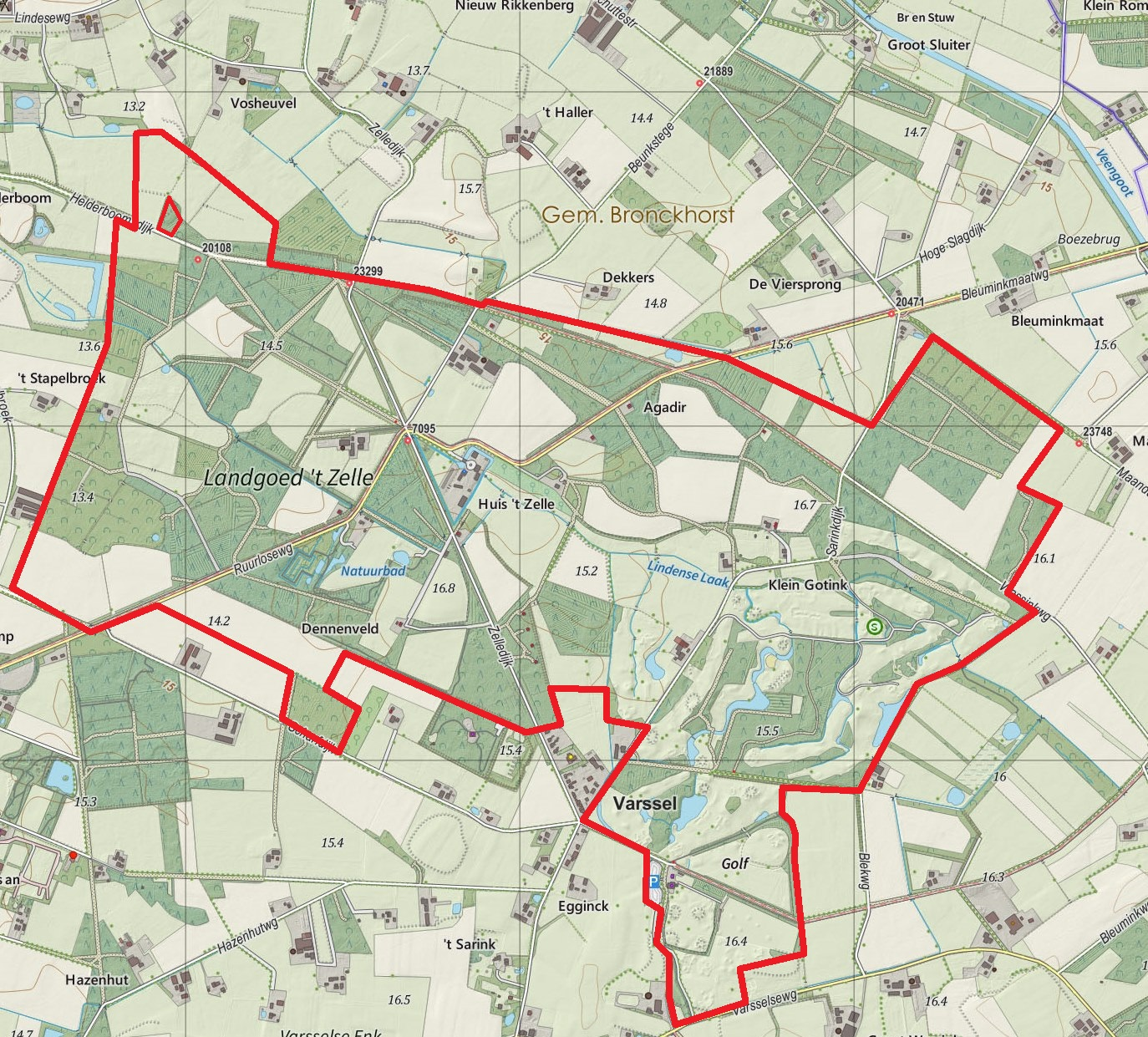
Kaart van het landgoed anno 2017

Jacob Engelbert Tilman Grothe heeft het huidige hoofdgebouw in 1792 laten bouwen. De bijgebouwen uit 1787 en 1790 wijzen erop dat er al voor die tijd al een landhuis aanwezig was. Na de aankoop door de familie Van Dorth tot Medler wordt rond 1840 het huis ingrijpend gewijzigd. Aan de voorzijde komt er een verdieping bij en krijgt het de nu nog bestaande voorgevel. Het dubbele zadeldak wordt midden 19e eeuw vervangen door de huidige dakconstructie.

## Huidige situatie
Het eigendom van het landgoed is ondergebracht in een besloten vennootschap. De aandeelhouders stellen de grote lijnen van het beleid vast; het beheer wordt uitgevoerd door de directeur–rentmeester. Vrijwel alle grond en gebouwen vallen onder de Natuurschoonwet 1928.

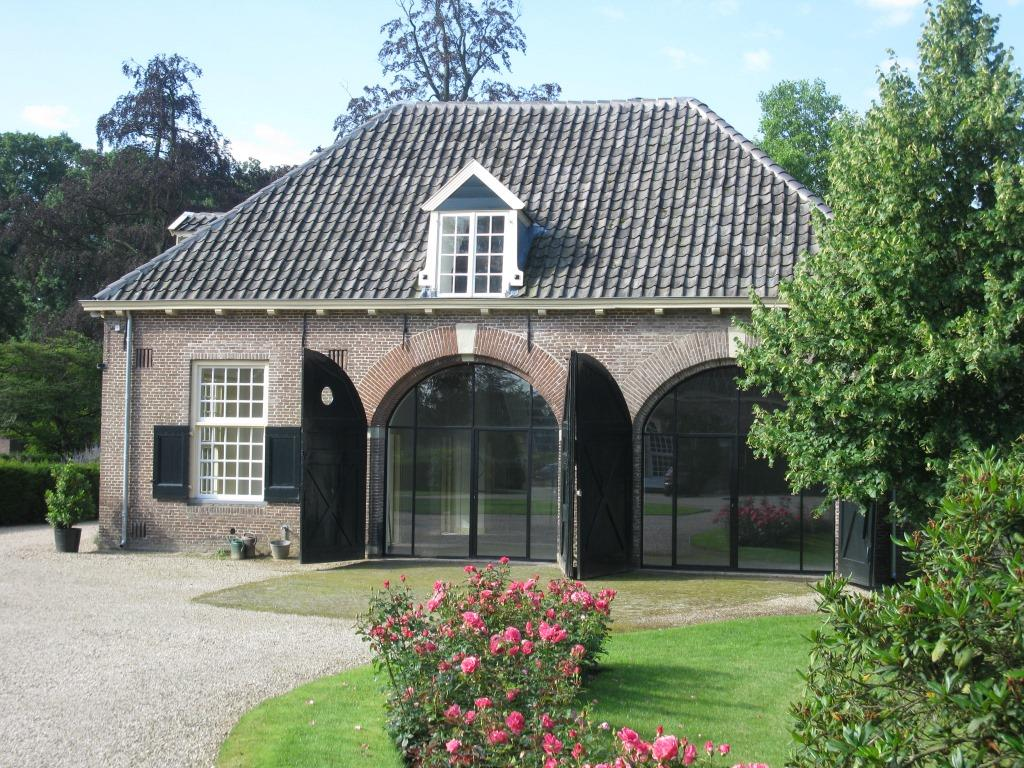
Koetshuis

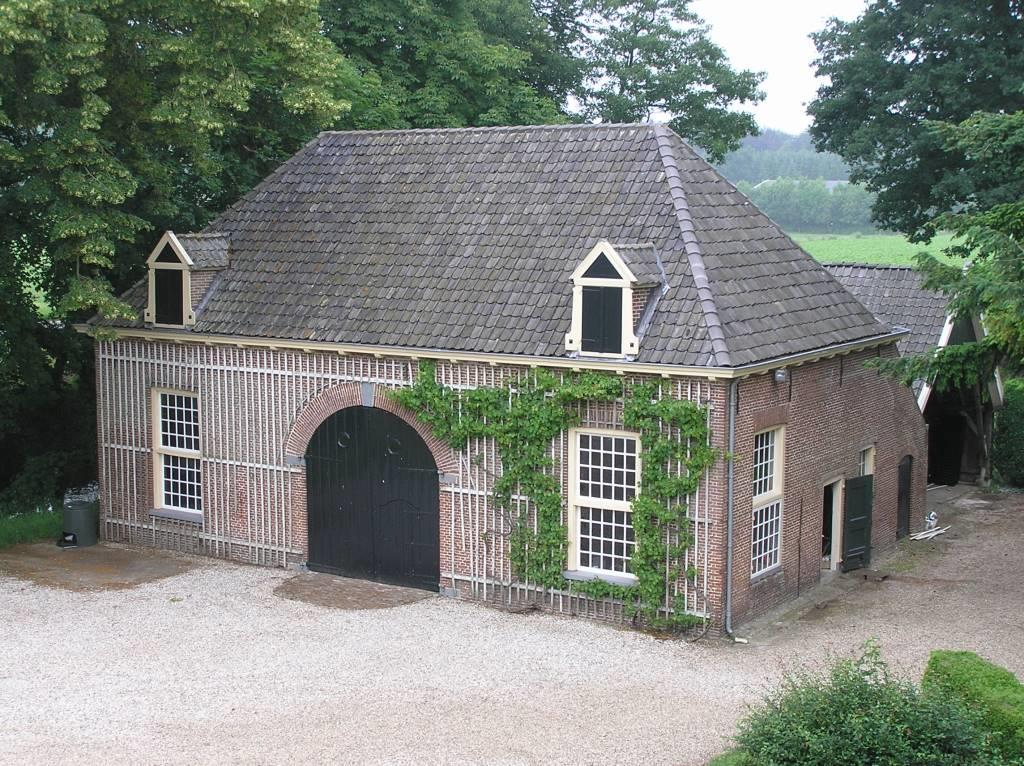
Koestal

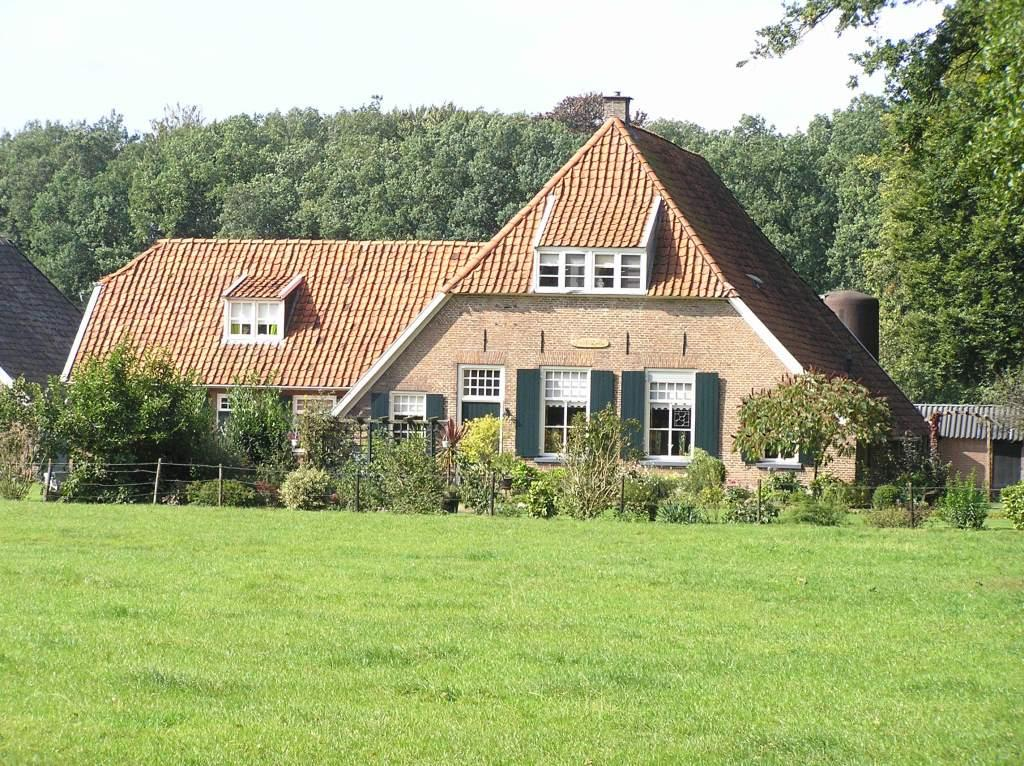
Pachtboerderij Groot Zelle

### Monumenten
Het 94 hectare grote landschappelijk aangelegde deel van het landgoed heeft als complex de status van rijksmonument gekregen. Daarnaast zijn ook de volgende gebouwen aangewezen als rijksmonument:
- Huis ’t Zelle
- Linker bouwhuis (Koetshuis)
- Rechter bouwhuis (Koestal)
- Aangebouwde schuur (Brandschuur)
- Vrijstaande wagenloods
- Woonboerderij Sarinkdijk 21 met de ernaast staande schuur.

### Bosbouw
Op het landgoed is circa 166 hectare bos aanwezig, voor een groot deel bestaand uit inheemse boomsoorten. Het bosbeheer is gericht op de ontwikkeling van een stabiel bosecosysteem, waarbij zowel natuur- en landschapswaarden als houtproductie belangrijk zijn. In het begin van de 21e eeuw is overgegaan op geïntegreerd bosbeheer: er wordt zo min mogelijk kaalkap toegepast, de ingrepen zijn kleinschalig en natuurlijke verjonging wordt veel toegepast.

### Natuurbeheer
Op het landgoed is in de periode 2008 – 2010 een deel van de landbouwgrond omgevormd naar nieuwe natuur. Ook is circa 8 hectare monotoon populierenbos omgevormd naar een gevarieerd natuurterrein en retentiegebied. De oppervlakte natuurterrein is door deze projecten toegenomen van nagenoeg niets tot circa twintig hectare.

### Landbouw
Het totale areaal cultuurgrond op het landgoed omvat 112 hectare en wordt in zijn geheel verpacht. Er zijn drie pachtboerderijen: Groot Zelle, Klein Zelle en Groot Gotink.

### Toerisme & recreatie
Op het landgoed zijn diverse recreatieve voorzieningen, zoals wandel- en fietsroutes, vakantiewoningen en een golfbaan, Golfclub 't Zelle. Het Pieterpad voert over het landgoed.